# Jagny-sous-Bois
Jagny-sous-Bois è un comune francese di 258 abitanti situato nel dipartimento della Val-d'Oise nella regione dell'Île-de-France.

## Società

### Evoluzione demografica
Abitanti censiti